# Miguel Venegas
Miguel Venegas S.J. (Puebla de los Ángeles, 1680- Hacienda de Chicomocelo,1764) fue un jesuita novohispano, administrador, escritor e historiador conocido por sus informes sobre el proceso de cristianización de los indígenas del sur de la península de Baja California.  
Sus escritos incluyen datos geográficos, históricos y etnográficos sobre los pueblos nativos, especialmente los pericúes y los guaicuras, además de algunos biográficos y religiosos. Venegas nunca conoció personalmente la Baja California. 

## Biografía
Venegas nació en la ciudad de Puebla y sirvió casi toda su vida en el centro de México. Ingresó a la Compañía de Jesús en Tepotzotlán el 30 de agosto de 1700. Fue ordenado sacerdote por el obispo de Puebla, García de Legazpi, el 15 de febrero de 1705. A mediados de la década de 1730, fue asignado a la tarea de escribir un informe sobre las misiones de la Compañía de Jesús en California. Parece que esta asignación fue motivada en cierta manera para respaldar a los misioneros en California después de la rebelión de los pericúes (1734). El historiador tuvo acceso a la correspondencia e informes de los frailes para la realización de su obra. También mantuvo correspondencia con aquellos misioneros con propósitos de ampliar la información disponible.

## Obras
Venegas aprovechó para su obra, los escritos de los padres Juan María de Salvatierra, Francisco María Piccolo, Juan de Ugarte y Eusebio Kino. 
- Su obra principal fue el manuscrito intitulado Empresas apostólicas —de 600 páginas— que fue concluido en 1739. El título completo de su obra principal, que se conserva en su totalidad en el Archivo de la Compañía en México, es: Empresas apostólicas de los misioneros de la Compañía de Jesús de Nueva España, en la Conquista de las Californias, debidas y consagradas al Patrocinio de María Santísima, conquistadora de nuevas gentes en su Sagrada Imagen de Loreto. Fue enviado a España, pero permaneció sin publicar por un largo tiempo, en parte por el prolijo estilo de escritura de Venegas, pero también por la susceptibilidad coyuntural de la relación entre la Compañía de Jesús y la Corona española.   Otro historiador jesuita, Andrés Marcos Burriel, revisó el manuscrito de Venegas en 1750, y luego fue impreso en 1757 con el título de Noticia de la California. El texto fue traducido sucesivamente al inglés (1759), holandés (1761-1762), francés (1766-1767) y alemán (1769-1770), convirtiéndose en una fuente básica sobre la vida en California.  Una edición facsimilar del manuscrito fue publicada por la Universidad de Baja California Sur en 1979.

- Venegas también escribió la biografía de Juan María de Salvatierra, fundador del sistema de misiones en la Vieja California (1754a, 1929), así como otros trabajos relacionados con la religión católica (1931, 1954b).
  - 1754a. El apóstol Mariano representado en la vida del V.P. Juan María de Salvatierra, de la Compañía de Jesús. Doña María de Rivera, Ciudad de México.
  - Se tradujo al inglés en Juan María de Salvatierra of the Company of Jesus; Missionary in the Province of New Spain, and Apostolic Conqueror of the Californias (Marguerite Eyer Wilbur, trad.) (en inglés). Cleveland, Ohio: Arthur H. Clark. 1929.
- Biografías de miembros notables de la Compañía, de los P. Angulo de Zacatecas y Canónigo Juan González.
- 1754b. Vida y virtudes del V.P. Juan Bautista Zappa de la Compañía de Jesús. Pablo Nadal, Barcelona.
- 1757. Noticia de la California, y de su conquista temporal, y espiritual hasta el tiempo presente. Madrid, Imprenta de la Viuda de M. Fernández. 3 vols.[1][2][3] Se tradujo tempranamente a varios idiomas:
  - 1759. A Natural and Civil History of California. James Rivington and James Fletcher, Londres.
  - 1761-1762. Natuurlyke en burgerlyke historie van California. Johannes Enschedé, Te Haerlem, Países Bajos.
  - 1766-1767. Histoire naturelle et civile de la Californie. Chez Durand, Paris.
  - 1769-1770. Natürliche und bürgerliche Geschichte von Californien. Meyerschen Buchhandlung, Lemgo, Alemania.
- 1831. Manual de párrocos, para administrar los santos sacramentos, y exercer otras functiones ecclesiásticas conforme al ritual romano. J. D. de Hogal, México.[4]

En 1979 Michael Mathes publicó las Obras californianas del padre Miguel Venegas, S.J. en 5 vols. en la Universidad Autónoma de Baja California Sur, La Paz, México. Los tres primeros volúmenes son reproducciones de la Noticia de la California, el vol. 4 es una reproducción de un manuscrito de Venegas mientras que el último es la reproducción de la obra El apóstol mariano representado en la vida del V.P. Juan María de Salvatierra. Lleva un suplemento. 